# Track Records
Track Records is een platenmaatschappij die in 1966 werd opgericht door Kit Lambert en Chris Stamp (die destijds de managers van The Who waren). Artiesten die werken uitbrachten onder dit label waren onder andere Jimi Hendrix, The Who, Arthur Brown, John's Children, Marsha Hunt, Thunderclap Newman en The Heartbreakers.
Lambert en Stamp worstelden al lang met de stroeve beperkingen van de gevestigde platenmaatschappijen, met als hoogtepunt de juridische strijd met producer Shel Talmy van Brunswick Records, om The Who te bevrijden van het contract. Track Records had in eerste instantie het doel om de muziek van The Who onafhankelijk uit te geven zonder de restricties van de platenmaatschappijen, wat dan zou moeten leiden tot meer creatieve vrijheid voor de band.
Track is gestart als het eerste onafhankelijke Britse platenlabel, hoewel deze uitspraak lichtelijk misleidend is omdat er geen onafhankelijk distributiesysteem bestond in die tijd, waardoor Track toch afhankelijk was van de hulp van het grotere Polydor Records.
Desalniettemin, na een periode van drie of vier jaar in de late jaren zestig waarin Track Records een van de hipste en strakste platenmaatschappijen van het Verenigd Koninkrijk was, miste het bedrijf een scala van supersterren buiten Hendrix en The Who. Het album Odds and Sods (1974) van The Who was het laatste album dat in de hitlijsten kwam en The Who ging een jaar later in zee met Polydor.
Nadat het label in de late jaren zeventig naar de achtergrond verdween, werd het hergeboren in 1999 en wordt het gerund door Ian Grant, de bandmanager van The Stranglers, The Cult, Big Country.